# KWordQuiz
KWordQuiz é um programa de computador desenhado para ensinar novos vocábulos. O programa faz parte do Projeto Educacional do KDE, está disponível sob os termos da licença GNU GPL e usa o formato de arquivo kvtml.
Graças ao seu suporte ao Unicode , é possível utilizar todos os tipos de caracteres, e portanto de idiomas, no programa. Mesmo que não seja sua finalidade principal, o KWordQuiz pode ajudar a aprender outros conteúdos, tais como geografia.

## Aprendizado
A visualização em duas colunas permite ao estudante digitar palavras e traduções. O modo "Flashcard" exibe uma palavra e permite digitar uma tradução. "Múltipla escolha" exibe uma palavra e três traduções possíveis, permitindo escolher a correta. Outro formato exibe uma palavra para o estudante traduzi-la manualmente.

## Programas similares
No KDE 4, o KWordQuiz é o substituto do KVocTrain do KDE 3.0. Ele também suporta Windows, Mac OS X e iPad sob o nome WordQuiz. O KDE inclui um programa com finalidade semelhante chamado Parley.